# Premier Division 1995-1996 (Irlanda)
La stagione 1995-1996 è stata la settantacinquesima edizione della League of Ireland, massimo livello del calcio irlandese.

## Classifica finale
|  | Pos. | Squadra         | Pt | G  | V  | N  | P  | GF | GS | DR  |
|  | ---- | --------------- | -- | -- | -- | -- | -- | -- | -- | --- |
|  | 1.   | St Patrick's    | 67 | 33 | 19 | 10 | 4  | 53 | 34 | +19 |
|  | 2.   | Bohemians       | 62 | 33 | 18 | 8  | 7  | 60 | 29 | +31 |
|  | 3.   | Sligo Rovers    | 55 | 33 | 16 | 7  | 10 | 45 | 38 | +5  |
|  | 4.   | Shelbourne      | 54 | 33 | 15 | 9  | 9  | 45 | 33 | +12 |
|  | 5.   | Shamrock Rovers | 50 | 33 | 14 | 8  | 11 | 32 | 32 | 0   |
|  | 6.   | Derry City      | 46 | 33 | 11 | 13 | 9  | 50 | 38 | +12 |
|  | 7.   | Dundalk         | 42 | 33 | 11 | 9  | 13 | 38 | 39 | -1  |
|  | 8.   | UCD             | 42 | 33 | 12 | 6  | 15 | 38 | 40 | -2  |
|  | 9.   | Cork City (-3)  | 41 | 33 | 12 | 8  | 13 | 37 | 41 | -4  |
|  | 10.  | Athlone Town    | 31 | 33 | 8  | 7  | 18 | 38 | 59 | -21 |
|  | 11.  | Drogheda Utd    | 30 | 33 | 7  | 9  | 17 | 39 | 51 | -12 |
|  | 12.  | Galway Utd      | 21 | 33 | 5  | 6  | 22 | 26 | 67 | -41 |

Legenda:

         Campione d'Irlanda 1995-1996 e qualificata in Coppa UEFA 1996-1997
         Vincitrice della FAI Cup e qualificata in Coppa delle Coppe 1996-1997
         Qualificate in Coppa UEFA 1996-1997
         Qualificate in Coppa Intertoto 1996
         Retrocesse in First Division 1996-1997
Note:
Tre punti a vittoria, uno a pareggio, zero a sconfitta.
Cork City penalizzato di tre punti per aver schierato un giocatore in condizioni non regolari.

## Risultati

### Spareggi promozione/salvezza
|           |                        |              | Città e data |
| --------- | ---------------------- | ------------ | ------------ |
| Home Farm | 2-2 (dts) 4-3 (d.c.r.) | Athlone Town | 1996         |

## Statistiche

### Primati stagionali
| Record - Maggior numero di vittorie: St Patrick's (19) - Minor numero di sconfitte: St Patrick's (4) - Miglior attacco: Bohemians (60) - Miglior difesa: Bohemians (29) - Miglior differenza reti: Bohemians (+31) - Maggior numero di pareggi: Derry City (13) - Minor numero di vittorie: Galway Utd (5) - Maggior numero di sconfitte: Galway Utd (22) - Peggiore attacco: Galway Utd (26) - Peggior difesa: Galway Utd (67) - Peggior differenza reti: Galway Utd (-41) |